# Беверли-Хиллз
Беверли-Хиллз (англ. Beverly Hills [ˌbevəɹ̠li ˈhɪɫz]) — город в США, расположенный на западе округа Лос-Анджелес в штате Калифорния.
Беверли-Хиллз со всех сторон окружён городом Лос-Анджелес, и вместе с районами Лос-Анджелеса Бель-Эйр и Холмби-Хиллз образует так называемый «Золотой Треугольник». По результатам переписи 2010 года, численность населения составляет 34 290 человек.
Беверли-Хиллз, по официальной статистической информации, не такой богатый город, каким он представлен в массмедиа. В Лос-Анджелесе есть районы, средний доход на душу населения в которых значительно превышает среднестатистический доход жителей Беверли-Хиллз.

## История
Территория, на которой расположен современный Беверли-Хиллз, была известна своим мягким климатом и плодородными почвами, благодаря чему населявшие её индейцы племени тонгва называли её «Скопление воды» (исп. El Rodeo de las Aguas) и считали святой.
Беверли-Хиллз известен с 1769 года, когда был открыт испанским первопроходцем и первым губернатором Калифорнии Гаспаром де Портола.
В 1838 году губернатор Калифорнии подарил El Rodeo de las Aguas Марии Рите Валдез Вилла, вдове испанского солдата. Мария Рита построила огромное ранчо в районе пересечения современных бульвара Сансет и Альпин Драйв. Ранчо процветало до 1852 года, когда оно подверглось нападению индейцев. Мария Рита выжила, но решила продать ранчо Бенджамину Уилсону и Генри Хэнкоку за 4 тыс. долларов. Новым владельцам не повезло — засуха погубила урожай и скот.
В 1868 году, после Гражданской войны, ранчо купил Эдвард Пройс с целью создать фермерское поселение для иммигрантов из Германии. Очередная засуха обрушила его планы. Следующими владельцами стали Чарлз Динкер и Генри Хаммел. Динкер и Хаммел занимались выращиванием бобовых, но их мечтой было создание тематического парка, который они планировали назвать «Марокко». Их планы улетучились с наступлением финансового кризиса 1888 года.

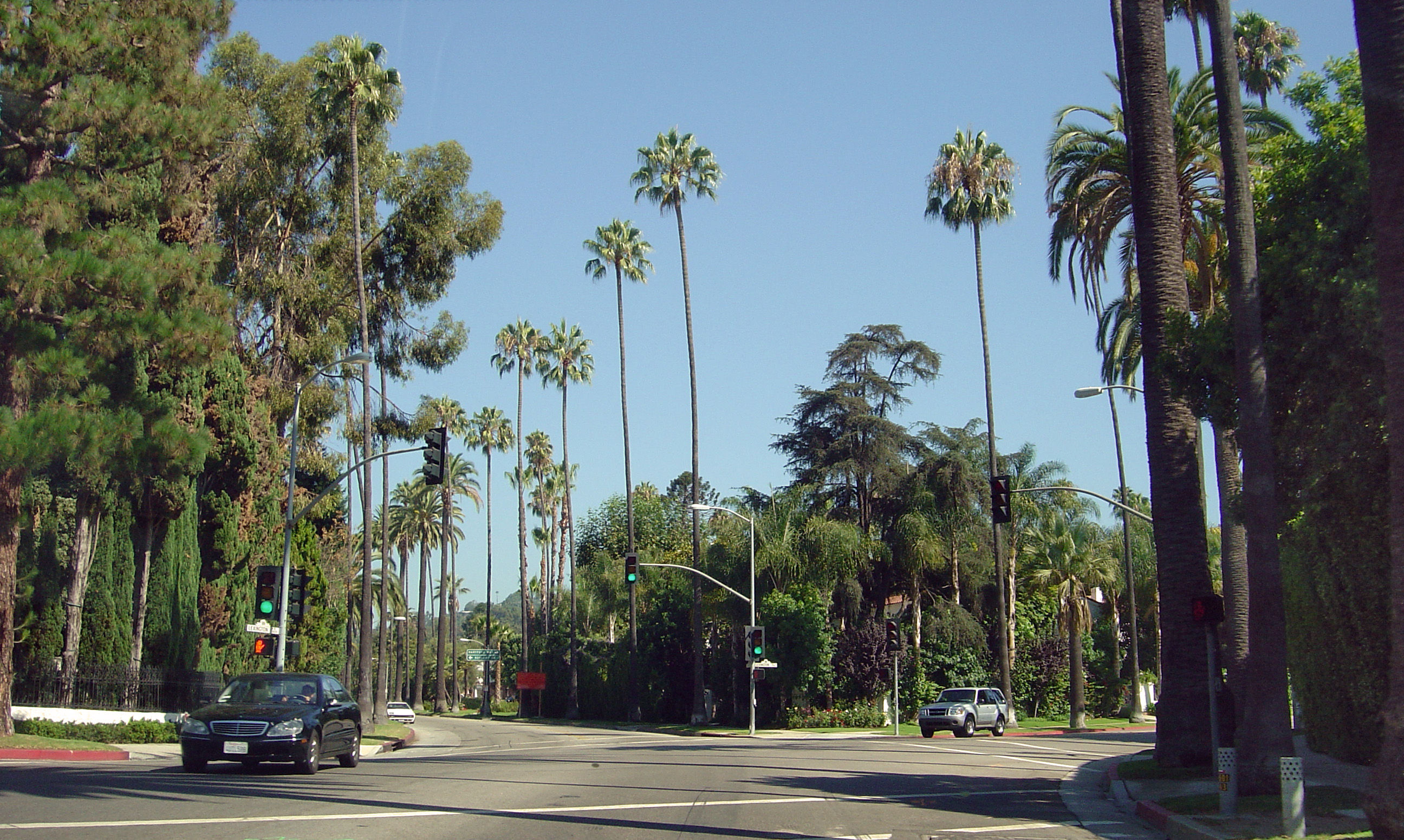
Беверли-Хиллз

В 1900 году Бёртон Грин с несколькими партнёрами купили ранчо в надежде найти здесь нефть. Вырыв несколько колодцев и не найдя ни капли нефти, Грин забросил эту затею. Он и его жена назвали землю Беверли-Хиллз в честь Беверли-Фармс (штат Массачусетс). Грин нанял ландшафтного архитектора Уилбура Кука, который создал знаменитые широкие, огибающие холмы улицы Беверли-Хиллз — Родео, Канон, Кармелита, Элевадо, Ломитас. На рост и развитие города повлиял построенный в 1912 году отель Beverly Hills Hotel. Отель стал культурным центром города, являясь театром, местом встреч, церковью и знаменитым рестораном.
Американские актёры Дуглас Фэрбенкс и Мэри Пикфорд в 1919 году переехали в Беверли-Хиллз. Скоро такие голливудские актёры как Глория Суонсон, Уилл Роджерс, Чарли Чаплин, Том Микс, Рональд Коулман, Джон Бэрримор, Гарри Кон, Рудольф Валентино последовали их примеру и построили особняки в Беверли-Хиллз. Сергей Рахманинов переехал в Беверли-Хиллз в особняк на Элм Драйв, где играл на двуx рояляx Стейнвей c голливудскими знаменитостями, и прожил до 1943 года.
Сейчас в Беверли-Хиллз живут такие знаменитости как Голди Хоун, Курт Расселл, Стивен Спилберг, Сильвестр Сталлоне, Микки Рурк, Эдди Мерфи, Мик Джаггер, Деми Мур, Брюс Уиллис, Ким Кардашьян, Эштон Кутчер, Мила Кунис и другие.
Лос-Анджелес не раз предпринимал попытки присоединить Беверли-Хиллз. Первая была предпринята в 1923 году. Главным аргументом приверженцев присоединения было обещание обеспечить Беверли-Хиллз чистой питьевой водой — условие, необходимое для растущего города. Но, несмотря на это, все попытки присоединить Беверли-Хиллз провалились.
После Второй мировой войны Беверли-Хиллз продолжил развиваться как город, предлагающий шикарные условия для жизни. «Золотой треугольник» с Родео-драйв в центре известен во всём мире как лучшее место для шоппинга, отдыха и развлечений.

## 90210
90210 — один из почтовых индексов Беверли-Хиллз в северной части городa — является самым популярным в мире почтовым индексом благодаря молодёжному сериалу «Беверли-Хиллз, 90210». Другиe два почтовых индексa — 90211 и 90212 (почтовый индекс школы Беверли-Хиллз).

## География
По данным Американского бюро переписи населения, общая площадь Беверли-Хиллз составляет 14,7 км².
Беверли-Хиллз окружен Лос-Анджелесом за исключением северo-восточной части города, которая граничит с Западным Голливудом. Главные улицы Беверли-Хиллз — бульвар Уилшир, бульвар Санта-Моника, бульвар Сансет и Родео-драйв.

## Население
Согласно данным переписи населения 2000 года, в городе насчитывалось 33784 жителей, 15035 домохозяйств и 8269 семей. Плотность населения, таким образом, составляла 2300,5 человека на км². Расовый состав населения города был таков: 85,06 % белые, 1,77 % афроамериканцы, 0,13 % индейцы, 7,05 % азиаты, 0,03 % — представители коренного населения островов Тихого океана, 1,50 % — представители иных рас. 4,63 % населения определяли своё происхождение как латиноамериканское.
Из 15 035 домохозяйств на дату переписи 24,4 % имели детей, 43,8 % были женатыми парами, 8,1 % возглавлялись матерями-одиночками и 45,0 % не являлись семьями. 38,2 % домашних хозяйств было образовано одинокими людьми. Среднее количество людей в домашнем хозяйстве составляло 2,24.
Возрастной состав населения: 20,0 % — младше 18 лет, 6,3 % от 18 до 24 лет, 29,3 % от 25 до 44 лет, 26,8 % от 45 до 64 лет и 17,6 % — 65 лет и старше. Средний возраст — 41 год. На каждые 100 женщин приходится 83,5 мужчины. Средний годовой доход домохозяйства составлял 70 945 долларов, в то время как средний семейный доход — 102 611 долларов.

## Политика

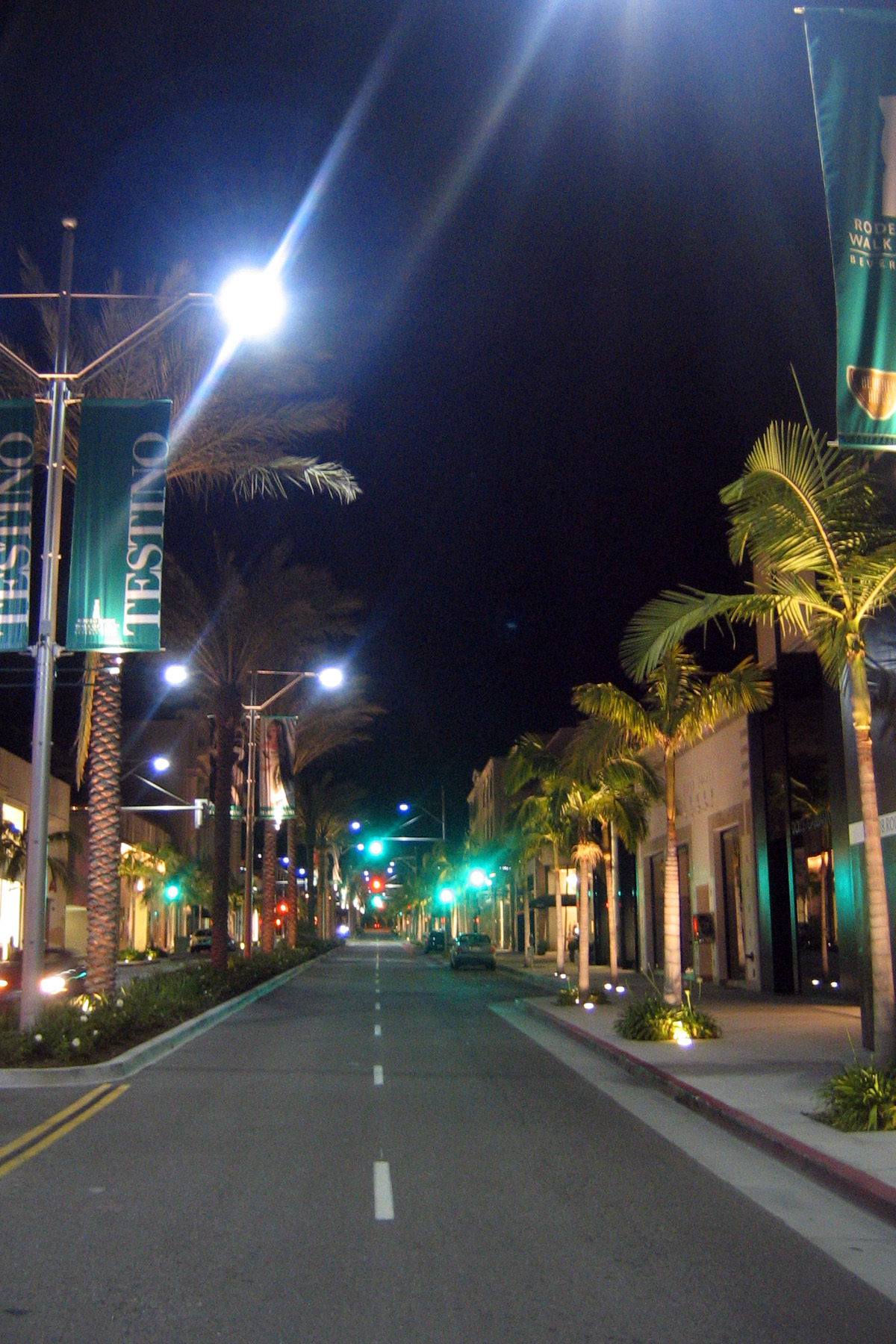
Родео-драйв ночью

Из 21 426 зарегистрированных избирателей Беверли-Хиллз 50,3 % — демократы и 25,9 % — республиканцы. Оставшиеся 23,8 % либо отказались назвать политические предпочтения, либо являются сторонниками одной из небольших политических партий, таких как Партия зелёных или Либертарианская партия.
Значительное преимущество демократов делает Беверли-Хиллз одним из самых либеральных городов Южной Калифорнии. На выборах 2004 года Джон Керри набрал 62 %, в то время как Джордж Буш всего 37 %.
Органом исполнительной власти в Беверли-Хиллз является Городской совет, состоящий из пяти членов. Каждый нечётный год два или три члена Совета избираются прямым голосованием граждан на 4-летний срок. Каждый март Городской совет избирает мэра и вице-мэра из числа своих членов. Также Городской совет нанимает сити-менеджера, имеющего исполнительные функции.

## Консульства
В Беверли-Хиллз расположены консульства трёх стран: Бразилии, Колумбии и Эквадора.

## Города-побратимы
- Акапулько, Мексика
- Канны, Франция